# Aka (singolo)
AKA è un brano musicale di Masami Okui scritto da Yabuki Toshiro e dalla stessa Okui, e pubblicato come singolo il 17 agosto 1998 dalla Starchild. Il singolo è arrivato alla trentaduesima posizione nella classifica settimanale Oricon dei singoli più venduti, vendendo 17 860 copie. AKA è stato utilizzato come tema musicale del film d'animazione giapponese Akihabara dennō gumi.

## Tracce
CD singolo KIDA-167
1. Shu -AKA- (朱 -AKA-) - 4:51
2. Koi Shimasho Nebarimasho (恋しましょ ねばりましょ) - 4:13
3. Shu -AKA- (off vocal version) - 4:51
4. Koi Shimasho Nebarimasho (off vocal version) - 4:13

## Classifiche
| Classifica (1998)                        | Posizione più alta |
| ---------------------------------------- | ------------------ |
| Giappone (Classifica settimanale Oricon) | 32                 |